# 马来西亚首相
马来西亚首相1957年马来亚独立后称为马来亚首相，1963年共组马来西亚后称为马来西亚首相，是马来西亚联邦政府首脑，也是马来西亚三权分立制度下行政机关的首脑，代表马来西亚最高元首和人民行使行政权力。在一般情况下，马来西亚国会下议院的多数党党魁或者执政联盟的领袖自动成为首相人選，人选经由最高元首确认及任命后，才正式成为马来西亚首相。从建国至今，马来西亚一共有十位总理，现任总理为安华·依布拉欣，于2022年11月24日就任至今，为马来西亚第十任总理。

## 任免
在马来西亚宪法中阐明，马来西亚最高元首必须委任一名获得国会下议院多数议员支持的议员出任首相。
其中，首相一职的必备条件是来自下议院的议员，且为出生于马来西亚的公民（不包括登记公民和入籍公民）。
宪法也阐明，一名首相一旦失去了下议院的简单多数支持，就必须向最高元首程辞、或者向最高元首建议提前解散国会以举行大选；如果最高元首不允许解散国会，则只能辞去首相一职。
除此之外，首相也随时可以自行向最高元首提出辞职。
如果在国会解散期间首相一职出现职缺，则最高元首必须从解散前的原有下议院议员中遴选一人出任首相，直到选出新的国会为止。在国会解散期间，首相及其内阁习惯上被称为“看守首相”及“看守内阁”，唯此名称并非宪法中的正式用语。

## 職權
马来西亚宪法阐明，首相是最高元首的法定顾问，最高元首的绝大部分职能都必须依照首相及其内阁的建议来行使权力。
首相是内阁及联邦行政机构的实际领袖及决策者，内阁正副部长及各部门的职能范围均由其决定。依据马来西亚宪法，首相可自行任命其它国会议员担任政务次长，委任政治秘书，以协助其处理内阁事务。
最高元首必须依照首相的建议来进行重要的宪政人事任命，包括：
- 任命或罢免内阁部长、副部长；
- 任命44名由联邦委任的上议院议员；
- 任命或罢免总检察长；
- 在与统治者会议商议后，任命联邦首席大法官、总稽查长、选举委员会等；
- 在与联邦首席大法官及统治者会议商议后，任命联邦法院、上诉庭、高级法院等其他法官，以及司法委员会成员。
- 任命国家财政理事会、警察服务委员会、教育服务委员会等成员。

除此之外，最高元首在统治者会议中商议国是时，也必须由首相或其内阁部长陪同，并依首相或其内阁部长的建议来表决。
最高元首在特赦委员会、伊斯兰事务委员会的角色，基本上也必须依照首相及内阁的建议来行使。
最高元首依宪召开国会时，其具体的开会、休会日期，也必须依照首相的建议来进行。
首相必须维持他在下议院中的多数信任，因此宪法阐明首相及其内阁成员须集体对国会负责。
首相及其内阁成员会定期向国会汇报，并在国会提交政府法案，包括一年一度的财政预算案，寻求国会的支持，适时立法以便推动各项政策。
首相也可以对联邦首席大法官或其他高级法官、总稽查司、选举委员会、警察服务委员会或教育服务委员会等成员发动弹劾。将有关弹劾案交由最高元首（在首相建议下）委任的仲裁庭（不少于五人、由现任或前任高级法院以上法官组成）审理并判决。
首相可以随时向最高元首建议提前解散国会以举行大选，但最高元首可依自身的裁量权，同意或否决该建议。
首相可以建议最高元首颁布紧急状态、暂时搁置宪法、国会，虽然宪法并未阐明，但在实例上，最高元首可能在听取各方意见后对其否决，如：2020年10月25日，时任最高元首苏丹阿都拉曾在进行统治者会议后拒绝首相慕尤丁就2019冠狀病毒病疫情要求颁布紧急状态以冻结国会的要求。

## 歷任首相與代首相

### 历任首相
| 任序 | 名字 （本名） 所在国会议席 荣称                                                                 | 肖像                                         | 生卒日期 （岁数）                      | 就任 （就任岁数）       | 卸任 （卸任岁数）       | 在任日数 （年数）    | 党籍   | 党籍             | 政党联盟      | 政党联盟       | 内阁             | 国会届次      | 国会选举日       |
| ---- | ----------------------------------------------------------------------------------------------- | -------------------------------------------- | -------------------------------------- | ----------------------- | ----------------------- | -------------------- | ------ | ---------------- | ------------- | -------------- | ---------------- | ------------- | ---------------- |
| 1    | 东姑阿都拉曼 （Tunku Abdul Rahman ibni Al Marhum Sultan Abdul Hamid） 吉打港口國會议员 独立之父 |                                              | 1903年2月8日― 1990年12月6日 （87岁）   | 1957年8月31日 （54岁）  | 1970年9月22日 （67岁）  | 4770天 （13年22天）  | 巫统   |                  | 联盟          |                | 第一次拉曼内阁   | 0             | 1955年7月27日    |
| 1    | 东姑阿都拉曼 （Tunku Abdul Rahman ibni Al Marhum Sultan Abdul Hamid） 吉打港口國會议员 独立之父 | 第二次拉曼内阁                               | 1903年2月8日― 1990年12月6日 （87岁）   | 1957年8月31日 （54岁）  | 1970年9月22日 （67岁）  | 4770天 （13年22天）  | 巫统   | 1                | 联盟          | 1959年8月19日  |                  |               |                  |
| 1    | 东姑阿都拉曼 （Tunku Abdul Rahman ibni Al Marhum Sultan Abdul Hamid） 吉打港口國會议员 独立之父 | 第三次拉曼内阁                               | 1903年2月8日― 1990年12月6日 （87岁）   | 1957年8月31日 （54岁）  | 1970年9月22日 （67岁）  | 4770天 （13年22天）  | 巫统   | 2                | 联盟          | 1964年4月26日  |                  |               |                  |
| 1    | 东姑阿都拉曼 （Tunku Abdul Rahman ibni Al Marhum Sultan Abdul Hamid） 吉打港口國會议员 独立之父 | 第四次拉曼内阁                               | 1903年2月8日― 1990年12月6日 （87岁）   | 1957年8月31日 （54岁）  | 1970年9月22日 （67岁）  | 4770天 （13年22天）  | 巫统   | 3                | 联盟          | 1969年5月10日  |                  |               |                  |
| 2    | 阿都拉萨·胡先 （Abdul Razak bin Hussein） 北根國會议员 发展之父                                 | Tun Abdul Razak (MY 2nd PM).jpg              | 1922年3月11日― 1976年1月14日 （53岁）  | 1970年9月22日 （48岁）  | 1976年1月14日 （53岁）  | 1940天 （5年114天）  | 巫统   | 3                |               | 1969年5月10日  | 联盟             |               | 第一次拉萨内阁   |
| 2    | 阿都拉萨·胡先 （Abdul Razak bin Hussein） 北根國會议员 发展之父                                 | Tun Abdul Razak (MY 2nd PM).jpg              | 1922年3月11日― 1976年1月14日 （53岁）  | 1970年9月22日 （48岁）  | 1976年1月14日 （53岁）  | 1940天 （5年114天）  | 巫统   | 国阵             |               | 第二次拉萨内阁 | 4                | 1974年8月24日 |                  |
| 3    | 胡先翁 （Hussein bin Onn） 四加亭國會议员 团结之父                                              |                                              | 1922年2月12日― 1990年5月29日 （68岁）  | 1976年1月15日 （53岁）  | 1981年7月16日 （59岁）  | 2009天 （5年182天）  | 巫统   |                  | 国阵          |                | 4                | 1974年8月24日 | 第一次胡先内阁   |
| 3    | 胡先翁 （Hussein bin Onn） 四加亭國會议员 团结之父                                              | 第二次胡先内阁                               | 1922年2月12日― 1990年5月29日 （68岁）  | 1976年1月15日 （53岁）  | 1981年7月16日 （59岁）  | 2009天 （5年182天）  | 巫统   | 5                | 国阵          | 1978年7月8日   |                  |               |                  |
| 4    | 马哈迪·莫哈末 （Mahathir bin Mohamad） 古邦巴素國會议员 现代化之父                              | Mahathir Mohamad addressing the UN 2003.jpg  | 1925年7月10日― （100岁）               | 1981年7月16日 （56岁）  | 2003年10月31日 （78岁） | 8141天 （22年107天） | 巫统   | 5                |               | 1978年7月8日   | 国阵             |               | 第一次马哈迪内阁 |
| 4    | 马哈迪·莫哈末 （Mahathir bin Mohamad） 古邦巴素國會议员 现代化之父                              | Mahathir Mohamad addressing the UN 2003.jpg  | 1925年7月10日― （100岁）               | 1981年7月16日 （56岁）  | 2003年10月31日 （78岁） | 8141天 （22年107天） | 巫统   | 第二次马哈迪内阁 | 6             | 1982年5月10日  | 国阵             |               |                  |
| 4    | 马哈迪·莫哈末 （Mahathir bin Mohamad） 古邦巴素國會议员 现代化之父                              | Mahathir Mohamad addressing the UN 2003.jpg  | 1925年7月10日― （100岁）               | 1981年7月16日 （56岁）  | 2003年10月31日 （78岁） | 8141天 （22年107天） | 巫统   | 第三次马哈迪内阁 | 7             | 1986年8月3日   | 国阵             |               |                  |
| 4    | 马哈迪·莫哈末 （Mahathir bin Mohamad） 古邦巴素國會议员 现代化之父                              | Mahathir Mohamad addressing the UN 2003.jpg  | 1925年7月10日― （100岁）               | 1981年7月16日 （56岁）  | 2003年10月31日 （78岁） | 8141天 （22年107天） | 巫统   | 第四次马哈迪内阁 | 8             | 1990年10月21日 | 国阵             |               |                  |
| 4    | 马哈迪·莫哈末 （Mahathir bin Mohamad） 古邦巴素國會议员 现代化之父                              | Mahathir Mohamad addressing the UN 2003.jpg  | 1925年7月10日― （100岁）               | 1981年7月16日 （56岁）  | 2003年10月31日 （78岁） | 8141天 （22年107天） | 巫统   | 第五次马哈迪内阁 | 9             | 1995年4月24日  | 国阵             |               |                  |
| 4    | 马哈迪·莫哈末 （Mahathir bin Mohamad） 古邦巴素國會议员 现代化之父                              | Mahathir Mohamad addressing the UN 2003.jpg  | 1925年7月10日― （100岁）               | 1981年7月16日 （56岁）  | 2003年10月31日 （78岁） | 8141天 （22年107天） | 巫统   | 第六次马哈迪内阁 | 10            | 1999年11月29日 | 国阵             |               |                  |
| 5    | 阿都拉·巴达威 （Abdullah bin Ahmad Badawi） 甲拋峇底國會议员 人力资源发展之父                   |                                              | 1939年11月26日― 2025年4月14日 （85岁） | 2003年10月31日 （63岁） | 2009年4月3日 （69岁）   | 1981天 （5年154天）  | 巫统   |                  | 10            | 1999年11月29日 | 国阵             |               | 第一次阿都拉内阁 |
| 5    | 阿都拉·巴达威 （Abdullah bin Ahmad Badawi） 甲拋峇底國會议员 人力资源发展之父                   | 第二次阿都拉内阁                             | 1939年11月26日― 2025年4月14日 （85岁） | 2003年10月31日 （63岁） | 2009年4月3日 （69岁）   | 1981天 （5年154天）  | 巫统   | 11               | 2004年3月21日 |                | 国阵             |               |                  |
| 5    | 阿都拉·巴达威 （Abdullah bin Ahmad Badawi） 甲拋峇底國會议员 人力资源发展之父                   | 第三次阿都拉内阁                             | 1939年11月26日― 2025年4月14日 （85岁） | 2003年10月31日 （63岁） | 2009年4月3日 （69岁）   | 1981天 （5年154天）  | 巫统   | 12               | 2008年3月8日  |                | 国阵             |               |                  |
| 6    | 纳吉·阿都拉萨 （Mohamad Najib bin Abdul Razak） 北根国会议员 转型之父                           | Dato Sri Mohd Najib Tun Razak.JPG            | 1953年7月23日― （72岁）                | 2009年4月3日 （55岁）   | 2018年5月9日 （64岁）   | 3323天 (9年36天)     | 巫统   | 12               | 2008年3月8日  |                | 国阵             |               | 第一次纳吉内阁   |
| 6    | 纳吉·阿都拉萨 （Mohamad Najib bin Abdul Razak） 北根国会议员 转型之父                           | Dato Sri Mohd Najib Tun Razak.JPG            | 1953年7月23日― （72岁）                | 2009年4月3日 （55岁）   | 2018年5月9日 （64岁）   | 3323天 (9年36天)     | 巫统   | 第二次纳吉内阁   | 13            | 2013年5月5日   | 国阵             |               |                  |
| 7    | 马哈迪·莫哈末 （Mahathir bin Mohamad） 浮罗交怡國會议员                                         | Mahathir_2019_(cropped).jpg                  | 1925年7月10日― （100岁）               | 2018年5月10日 （92岁）  | 2020年3月1日 （94岁）   | 661天 (1年296天)     | 土团党 |                  | 希盟          |                | 第七次马哈迪内阁 | 14            | 2018年5月9日     |
| 8    | 慕尤丁·雅欣 （Muhyiddin bin Mohd Yassin） 巴莪國會议员                                          | Muhyiddin Yassin (51087589446) (cropped).jpg | 1947年5月15日― （78岁）                | 2020年3月1日 （72岁）   | 2021年8月21日 （74岁）  | 538天 （1年173天）   | 土团党 |                  | 国盟          |                | 慕尤丁内阁       | 14            | 2018年5月9日     |
| 9    | 依斯迈沙比里 （Ismail Sabri bin Yaakob) 百樂國會议员                                            | Ismail Sabri Yaakob 01042022 (cropped).jpg   | 1960年1月18日― （65岁）                | 2021年8月21日 （61岁）  | 2022年11月24日 （62岁） | 460天 （1年95天）    | 巫统   |                  | 国阵          |                | 沙比里内阁       | 14            | 2018年5月9日     |
| 10   | 安华·依布拉欣 （Anwar bin Ibrahim) 打扪國會议员                                                 | Anwar Ibrahim June 2025.jpg                  | 1947年8月10日― （78岁）                | 2022年11月24日 （75岁） | 现任                    | 998天 （2年267天）   | 公正党 |                  | 希盟          |                | 安华内阁         | 15            | 2022年11月19日   |

### 历任代首相
在首相请假、出国访问时，有时会授权一位内阁部长（通常是副首相）代理其日常职务，也非正式地称作“代首相”。
| 任序 | 姓名 所在国会议席 荣誉 马来语名字                                   | 肖像         | 生卒日期 （歲數）                     | 就任 （就任岁数）      | 卸任 （卸任岁数）      | 在任时间 | 党籍     | 党籍 | 政党联盟 | 政党联盟 | 备注             |
| ---- | ------------------------------------------------------------------- | ------------ | ------------------------------------- | ---------------------- | ---------------------- | -------- | -------- | ---- | -------- | -------- | ---------------- |
| 1    | 阿都拉萨·胡先 北根国会议员 马来西亚发展之父 Abdul Razak bin Hussein |              | 1922年3月11日― 1976年1月14日 （53歲） | 1959年6月27日 （37歲） | 1959年8月19日 （37歲） | 53天     | 巫统     |      | 联盟     |          | 副首相兼国防部长 |
| 2    | 依斯迈阿都拉曼 柔佛东部国会议员 Ismail Abdul Rahman                 |              | 1915年11月4日― 1973年8月2日 （57歲）  | 1970年9月22日 （54歲） | 1970年9月22日 （54歲） | 0天      | 巫统     |      | 联盟     |          | 副首相兼内政部长 |
| 3    | 善班丹 和丰国会议员 V.T. Sambanthan Thevar                          |              | 1919年6月16日― 1979年5月18日 （59歲） | 1973年8月3日 （54歲）  | 1973年8月13日 （54歲） | 10天     | 国大党   |      | 国阵     |          | 国民团结部长     |
| 4    | 林良实 拉美士国会议员 Ling Liong Sik                                | 林良實代首相 | 1943年9月18日― （81歲）               | 1988年2月4日 （44歲）  | 1988年2月16日 （44歲） | 12天     | 马华公会 |      | 国阵     |          | 交通部长         |
| 5    | 安华·依布拉欣 峇东埔国会议员 Anwar bin Ibrahim                      |              | 1947年8月10日― （78歲）               | 1997年5月19日 （49歲） | 1997年7月19日 （49歲） | 61天     | 巫统     |      | 国阵     |          | 副首相兼财政部长 |

## 在世前首相
截至2025年8月，共有4位前馬來西亞首相仍在世：
| 姓名            | 任期                                                              | 出生日期      |
| --------------- | ----------------------------------------------------------------- | ------------- |
| 馬哈迪·穆罕默德 | 1981年7月16日－2003年10月31日 2018年5月10日－2020年3月1日（再任） | 1925年7月10日 |
| 慕尤丁·雅欣     | 2020年3月1日－2021年8月21日                                       | 1947年5月15日 |
| 納吉·阿都拉薩   | 2009年4月3日－2018年5月9日                                        | 1953年7月23日 |
| 依斯邁沙比利    | 2021年8月21日－2022年11月24日                                     | 1960年1月18日 |

最近去世的一位前馬來西亞首相是阿卜杜拉·巴达威，（任期：2003年10月31日－2009年4月3日），他于2025年4月14日逝世，享年85岁。

## 逸話

### 各项紀錄
- 唯一兩度任相者：马哈迪·莫哈末
- 任期最長：马哈迪·莫哈末，第一次任期22年107天（1981年7月16日－2003年10月31日），第二次任期1年290天（2018年5月10日－2020年3月1日），合計長達24年32天。
- 任期最短：依斯迈沙比里，任期1年95天（2021年8月21日－2022年11月24日）。
- 最年輕：阿都拉薩，就任時48歲195天。
- 最年邁：马哈迪·莫哈末，第二次卸任時94歲235天。
- 初次任相時最年邁：安华·依布拉欣，75歲106天。
- 唯一任内逝世的首相：阿都拉薩
- 親戚關係：
  - 第二任首相阿都拉萨妻子拉哈诺亚的姊姊苏海拉诺亚，是第三任首相胡先翁之妻，前後任首相為連襟關係。
  - 第六任首相納吉是阿都拉薩之子。
- 有华人血统：阿都拉·巴达威，其外公哈苏璋是来自中国海南三亚的回辉人穆斯林。

### 东姑阿都拉曼预言
关于马来西亚首相，有一个称为“拉曼预言”的都市传说，传言在第一任首相东姑阿都拉曼（RAHMAN）的名字里预示了未来五任首相的人选。
从第一任东姑阿都拉曼（Rahman，R），到第二任首相阿都拉萨·胡先（Abdul Razak，A）、第三任首相胡先翁（Hussein，H）、第四任首相马哈迪·莫哈末（Mahathir,M），第五任首相阿都拉·阿末·巴达威（Abdullah,A）及第六任首相莫哈末·纳吉·阿都拉萨（Najib，N） 他们名字的首个字母排列都与RAHMAN吻合。

### 关于非马来人首相的讨论
虽然马来西亚宪法内并未提及仅限马来族（马来人）才能担任首相。但是截至2025年8月，马来西亚历史上10任马来西亚总理都是马来族。
2008年11月，马来西亚前首相马哈迪在首要对话系列演讲中称支持非马来人首相是种族主义。。
2023年11月，行动党前主席林吉祥因发表“非马来人可任相”言论而被马来西亚警方调查。

### 關於马来西亚女首相的討论
截至2025年8月，马来西亚历史上10任马来西亚首相都是男性。
1993年9月14日，时任马来西亚首相马哈迪·莫哈末在一项名为“宗教的角色及它对社会的影响”讲座会发表演词后，在对话会上回答研讨会参与者提出的问题时表示不排除马来西亚可能会出现女首相。他说，如果马来西亚的妇女有能力的话，她们一样可以成为马来西亚的首相，也就是政府的最高领导人。马哈迪也强调，在马来西亚，妇女与男性一样享有同等的权利，如果女性要成为飞机师，也没有谁可以加以阻止。
2014年10月29日，当时身份为前首相的马哈迪在“2014年非凡女性论坛”上说，马来西亚女性在工作或政治上的表现越来越卓越，将来或能看见更多的女性担任部长，甚至会出现女首相：“马来西亚是一个民主的国家，倘若有杰出的女性，获得大多数票的支持，是能够在马来西亚担任首相的。”
2021年1月25日，再次任相的马哈迪在脸书进行直播时相信马来西亚会有一天出现第一位女首相。他指出，一些先进国家已经出现女首相，马来西亚也是其中一个最早让女性担任重要领导职位的国家。不过，他也说，这或许需要一些时间，让女性能在国家管理阶层上发挥更重要的角色：“或许现在她们还不能成为首相，但是她们已经可以担任高职，并且肩负起重要的的责任；事实上，她们做得还真不错。”马哈迪也说，女性有渊博的知识及丰富的经验，能让她们在国家建设过程中成为重要的贡献者：“在大学，女性大学生占大多数，而且她们参与了许多活动，甚至到国外学习，而且女性也更认真对待及重视自身任务。”

### 在任时间
紫色代表現任首相
| 排行 | 首相          | 任期長短 | 就職次數 | 黨派            | 開始   | 離職原因 |
| ---- | ------------- | -------- | -------- | --------------- | ------ | -------- |
| 1    | 马哈迪·莫哈末 | 24年32天 | 2        | 国阵巫统        | 1981年 | 辞职     |
| 1    | 马哈迪·莫哈末 | 24年32天 | 2        | 希盟土团党      | 2018年 | 辞职     |
| 2    | 东姑阿都拉曼  | 13年22天 | 1        | 联盟巫统        | 1957年 | 辞职     |
| 3    | 纳吉·阿都拉萨 | 9年36天  | 1        | 国阵巫统        | 2009年 | 败选     |
| 4    | 胡先翁        | 5年182天 | 1        | 国阵巫统        | 1976年 | 辞职     |
| 5    | 阿都拉·巴达威 | 5年154天 | 1        | 国阵巫统        | 2003年 | 辞职     |
| 6    | 阿都拉薩      | 5年114天 | 1        | 联盟 → 国阵巫统 | 1970年 | 病逝     |
| 7    | 安华·依布拉欣 | 2年267天 | 1        | 希盟公正党      | 2022年 | 現任     |
| 8    | 慕尤丁·雅辛   | 1年173天 | 1        | 国盟土团党      | 2020年 | 辞职     |
| 9    | 依斯迈沙比里  | 1年95天  | 1        | 国阵巫统        | 2021年 | 败选     |

## 以歷任首相命名的事物

### 公园
- 沙巴东姑阿都拉曼国家公园
- 槟城诗不朗再也东姑公园[11]

### 捷运站
敦拉萨镇轻快铁站
- 4 大城堡线 SP14

敦拉萨国际贸易中心站
- 9 加影  KG20
- 12 布城 PY23 （预计2023年开放）

### 地名
- 砂拉越美里东姑村[12]
- 吉隆坡卫星市敦拉萨镇
- 彭亨敦拉萨镇

### 山名
- 吉隆坡东姑山（英语：Bukit Tunku）（亦称Kenny Hills）

### 路名
- 首任首相东姑阿都拉曼：Jalan Tunku Abdul Rahman（砂拉越古晋[13]、诗巫[14]及美里[15]；马六甲[16]；吉打[17]），吉隆坡另有纪念首任最高元首端姑阿都拉曼的端姑阿都拉曼路（英语：Jalan Tuanku Abdul Rahman），并非同一人。

- 第二任首相敦拉萨：Jalan Tun Razak（砂拉越古晋[18]及民都鲁[19]；吉隆坡[20]；雪兰莪巴生[21]）

- 第五任首相阿布都拉·巴達威:Jalan Tun Abdullah Badawi ( 槟城峇都交湾至峇都茅 ）

### 学校
- 拉曼大学（UTAR），学生数23,000人；世界大学排行介于800至1,000名之间。[22]
- 拉曼理工大学（TARUMT），学生数28,000人。
- 敦阿都拉萨大学（英语：Universiti Tun Abdul Razak）（UNIRAZAK），学生数约1万人。
- 敦胡先翁大学（英语：Tun Hussein Onn University of Malaysia）（UTHM），学生数19,421人；世界大学排行介于1,000至1,200名之间。[23]

### 设施
- 吉隆坡马来亚大学东姑礼堂
- 檳城光大大廈（KOMTAR；馬來語：KOMpleks Tunku Abdul Rahman）
- 砂拉越大学（英语：Universiti Malaysia Sarawak）东姑礼堂（Tunku Abdul Rahman Putra Hall）[24]
- 吉隆坡敦拉萨国际贸易中心

### 基金会
- 东姑阿都拉曼基金会（英语：Tunku Abdul Rahman Foundation）
- 马哈迪科学奖

### 幕僚单位
- 马来西亚政府
- 马来西亚首相署
- 马来西亚政治
- 马来统治者
- 马来西亚最高元首
- 马来西亚最高元首后
- 马来西亚副首相
- 马来西亚内阁
- 马来西亚国会
- 马来西亚上议院
- 马来西亚下议院

### 相关人物
- 东姑阿都拉曼
- 敦阿卜杜勒·拉扎克
- 依斯迈阿都拉曼
- 善班丹
- 侯赛因·奥恩
- 马哈迪·莫哈末
- 林良实
- 安瓦尔·易卜拉欣
- 阿卜杜拉·巴达维
- 纳吉·阿都拉萨
- 穆希丁
- 伊斯迈尔沙必里

### 相关事件
- 烈火莫熄
- 2020年－2022年马来西亚政治危机
- 2020年沙巴州选举
- 2021年吉隆坡反政府示威
- 2021年砂拉越州选举
- 2021年马六甲州选举
- 2022年柔佛州选举
- 2022年霹雳州选举
- 2022年彭亨州选举
- 2022年玻璃市州选举
- 2023年槟城州选举
- 2023年雪兰莪州选举
- 2023年吉打州选举
- 2023年登嘉楼州选举
- 2023年吉兰丹州选举
- 2023年森美兰州选举
- 2025年沙巴州选举

### 相关选举
- 2004年马来西亚大选
- 2008年馬來西亞大選
- 2013年马来西亚大选
- 2018年马来西亚大选
- 2022年马来西亚大选